# Hotel (2001)
Hotel é um filme britano-italiano de 2001, do gênero comédia dramática, dirigido por Mike Figgis.

## Sinopse
Enquanto uma equipe de filmagem britânica está filmando uma versão da Duquesa de Malfi em Veneza, Tudo está sendo documentado e todos estão hospedados no mesmo hotel, onde eles compartilham refeições com carne humana. A história se expande para envolver um homem de sucesso, uma menina e um produtor de Hollywood.
O filme em si faz várias menções do estilo do cinema Dogma 95, e tem sido descrito como um "filme-dentro-do-filme Dogma".

## Elenco
- Saffron Burrows ...  duquesa de Malfi
- Valentina Cervi ...  empregada do hotel
- George DiCenzo ...  Boris
- Christopher Fulford ...  Steve Hawk
- Jeremy Hardy ...  administrador do Flamenco
- Salma Hayek ...  Charlee Boux
- Danny Huston ...  gerente do hotel
- Rhys Ifans ...  Trent Stoken
- Jason Isaacs ...  ator australiano
- Lucy Liu ...  Kawika
- Mía Maestro ...  Cariola
- John Malkovich ...  Omar Jonnson
- Chiara Mastroianni ...  enfermeira do hotel
- Laura Morante ...  Greta
- Burt Reynolds ...  gerente do Flamenco
- David Schwimmer ...  Jonathan Danderfine
- Mark Strong ...  Ferdinand
- Julian Sands ... guia de turismo
- Ornella Muti ... porta-voz do Flamenco
- Stefania Rocca ... Sophie
- Fabrizio Bentivoglio ... médico muito importante
- Brian Bovell ... cardeal
- Christopher Fulford ... Steve Hawk
- Valeria Golino ... atriz italiana